# Pathari (Malwa)
Pathari fou un estat tributari protegit a l'agència de Malwa, Índia central.
La superfície era de 39 km² i la població de 1.436 habitants el 1901. Els ingressos s'estimaven el mateix any en 16.000 rúpies. El sobirà portava el títol de thakur i era un rajput chauhan.